# Chantecorps

Chantecorps este o comună în departamentul Deux-Sèvres, Franța. În 2009 avea o populație de 336 de locuitori.